# Landolfo Brancaccio
Landolfo Brancaccio (Nápoles, ? - Aviñón, 29 de octubre de 1312) fue un eclesiástico italiano.
Nacido en el seno de una familia de la nobleza napolitana, la primera noticia conocida sobre su persona es su nombramiento como obispo de Aversa cerca del año 1293, probablemente gracias a sus afinidades con la corte angevina. 
Fue creado cardenal diácono de Sant'Angelo en el consistorio celebrado el 18 de septiembre de 1294 por Celestino V, participando con tal condición en el cónclave de 1294 en que fue elegido papa Bonifacio VIII, en el de 1303 en que lo fue Benedicto XI, en el de 1304 en que salió Clemente V y en el Concilio de Vienne de 1311 en que se decidió la supresión de la Orden del Temple. 
Legado apostólico en Sicilia, durante un breve periodo tras la muerte de Carlos Martel de Anjou-Sicilia, fue administrador del reino junto con Felipe I de Tarento. 
Fallecido en 1312, fue sepultado en la capilla de Sant'Angelo que él mismo había mandado construir en la Catedral de Notre-Dame des Doms de Aviñón.